# Championnats d'Europe de patinage artistique 1971
Navigation
Édition précédente Édition suivante
Les championnats d'Europe de patinage artistique 1971 ont lieu du 2 au 7 février 1971 au Hallenstadion de Zurich en Suisse. Ils se déroulent la même semaine que les Championnats d'Amérique du Nord 1971.
Pour la première fois, vingt couples de danse sur glace participent aux championnats européens. 

## Qualifications
Les patineurs sont éligibles à l'épreuve s'ils représentent une nation européenne membre de l'Union internationale de patinage (International Skating Union en anglais). Les fédérations nationales sélectionnent leurs patineurs en fonction de leurs propres critères.
Sur la base des résultats des championnats d'Europe 1970, l'Union internationale de patinage autorise chaque pays à avoir de une à trois inscriptions par discipline. 

## Podiums
| Épreuves                            | Or                                       | Argent                               | Bronze                               |
| ----------------------------------- | ---------------------------------------- | ------------------------------------ | ------------------------------------ |
| Messieurs résultats détaillés       | Ondrej Nepela                            | Sergueï Tchetveroukhine              | Haig Oundjian                        |
| Dames résultats détaillés           | Beatrix Schuba                           | Zsuzsa Almássy                       | Rita Trapanese                       |
| Couples résultats détaillés         | Irina Rodnina / Alexeï Oulanov           | Lioudmila Smirnova / Andrei Suraikin | Galina Karelina / Georgi Proskourine |
| Danse sur glace résultats détaillés | Lioudmila Pakhomova / Alexander Gorshkov | Angelika Buck / Erich Buck           | Susan Getty / Roy Bradshaw           |

## Tableau des médailles
| Rang  | Nation               | Or | Argent | Bronze | Total |
| ----- | -------------------- | -- | ------ | ------ | ----- |
| 1     | Union soviétique     | 2  | 2      | 1      | 5     |
| 2     | Autriche             | 1  | 0      | 0      | 1     |
| 2     | Tchécoslovaquie      | 1  | 0      | 0      | 1     |
| 4     | Allemagne de l'Ouest | 0  | 1      | 0      | 1     |
| 4     | Hongrie              | 0  | 1      | 0      | 1     |
| 6     | Royaume-Uni          | 0  | 0      | 2      | 2     |
| 7     | Italie               | 0  | 0      | 1      | 1     |
| Total | Total                | 4  | 4      | 4      | 12    |

## Détails des compétitions

### Messieurs
| Rang    | Nom                     | Nation               | Places | Points | Fig. impo. | Prog. libre |
| ------- | ----------------------- | -------------------- | ------ | ------ | ---------- | ----------- |
| 1       | Ondrej Nepela           | Tchécoslovaquie      |        |        |            |             |
| 2       | Sergueï Tchetveroukhine | Union soviétique     |        |        |            |             |
| 3       | Haig Oundjian           | Royaume-Uni          |        |        |            |             |
| 4       | Jan Hoffmann            | Allemagne de l'Est   |        |        |            |             |
| 5       | Yuri Ovtchinnikov       | Union soviétique     |        |        |            |             |
| 6       | Sergueï Volkov          | Union soviétique     |        |        |            |             |
| 7       | John Curry              | Royaume-Uni          |        |        |            |             |
| 8       | Günter Anderl           | Autriche             |        |        |            |             |
| 9       | Jacques Mrozek          | France               |        |        |            |             |
| 10      | Didier Gailhaguet       | France               |        |        |            |             |
| 11      | Daniel Höner            | Suisse               |        |        |            |             |
| 12      | Jozef Zidek             | Tchécoslovaquie      |        |        |            |             |
| 13      | Klaus Grimmelt          | Allemagne de l'Ouest |        |        |            |             |
| 14      | Josef Schneider         | Autriche             |        |        |            |             |
| 15      | László Vajda            | Hongrie              |        |        |            |             |
| 16      | Stefano Bargauan        | Italie               |        |        |            |             |
| 17      | Thomas Callerud         | Suède                |        |        |            |             |
| 18      | Gheorghe Fazekas        | Roumanie             |        |        |            |             |
| 19      | Pekka Leskinen          | Finlande             |        |        |            |             |
| 20      | Bernard Bauer           | Suisse               |        |        |            |             |
| 21      | Zoran Matas             | Yougoslavie          |        |        |            |             |
| 22      | Zdeněk Pazdírek         | Tchécoslovaquie      |        |        |            |             |
| Forfait | Günter Zöller           | Allemagne de l'Est   |        |        |            |             |
| Forfait | Patrick Péra            | Suisse               |        |        |            |             |

### Dames
| Rang | Nom                 | Nation               | Places | Points | Fig. impo. | Prog. libre |
| ---- | ------------------- | -------------------- | ------ | ------ | ---------- | ----------- |
| 1    | Beatrix Schuba      | Autriche             |        |        |            |             |
| 2    | Zsuzsa Almássy      | Hongrie              |        |        |            |             |
| 3    | Rita Trapanese      | Italie               |        |        |            |             |
| 4    | Sonja Morgenstern   | Allemagne de l'Est   |        |        |            |             |
| 5    | Charlotte Walter    | Suisse               |        |        |            |             |
| 6    | Patricia Dodd       | Royaume-Uni          |        |        |            |             |
| 7    | Christine Errath    | Allemagne de l'Est   |        |        |            |             |
| 8    | Elena Alexandrova   | Union soviétique     |        |        |            |             |
| 9    | Eileen Zillmer      | Allemagne de l'Ouest |        |        |            |             |
| 10   | Ľudmila Bezáková    | Tchécoslovaquie      |        |        |            |             |
| 11   | Jean Scott          | Royaume-Uni          |        |        |            |             |
| 12   | Marina Titova       | Union soviétique     |        |        |            |             |
| 13   | Judith Bayer        | Allemagne de l'Ouest |        |        |            |             |
| 14   | Liana Drahová       | Tchécoslovaquie      |        |        |            |             |
| 15   | Anita Johansson     | Suède                |        |        |            |             |
| 16   | Cinzia Frosio       | Italie               |        |        |            |             |
| 17   | Beatrice Huștiu     | Roumanie             |        |        |            |             |
| 18   | Sonja Balun         | Autriche             |        |        |            |             |
| 19   | Dianne de Leeuw     | Pays-Bas             |        |        |            |             |
| 20   | Marie-Claude Bierre | France               |        |        |            |             |
| 21   | Kristen Frikke      | Danemark             |        |        |            |             |
| 22   | Helena Gazvoda      | Yougoslavie          |        |        |            |             |

### Couples
| Rang | Nom                                  | Nation               | Places | Points | Prog. court | Prog. libre |
| ---- | ------------------------------------ | -------------------- | ------ | ------ | ----------- | ----------- |
| 1    | Irina Rodnina / Alexeï Oulanov       | Union soviétique     |        |        |             |             |
| 2    | Lioudmila Smirnova / Andrei Suraikin | Union soviétique     |        |        |             |             |
| 3    | Galina Karelina / Georgi Proskourine | Union soviétique     |        |        |             |             |
| 4    | Manuela Groß / Uwe Kagelmann         | Allemagne de l'Est   |        |        |             |             |
| 5    | Almut Lehmann / Herbert Wiesinger    | Allemagne de l'Ouest |        |        |             |             |
| 6    | Marlies Radunsky / Rolf Österreich   | Allemagne de l'Est   |        |        |             |             |
| 7    | Brunhilde Baßler / Eberhard Rausch   | Allemagne de l'Ouest |        |        |             |             |
| 8    | Grażyna Osmańska / Adam Brodecki     | Pologne              |        |        |             |             |
| 9    | Linda Connolly / Colin Taylforth     | Royaume-Uni          |        |        |             |             |
| 10   | Florence Cahn / Jean-Roland Racle    | France               |        |        |             |             |
| 11   | Dana Fialova / Josef Tuma            | Tchécoslovaquie      |        |        |             |             |
| 12   | Karin Künzle / Christian Künzle      | Suisse               |        |        |             |             |
| 13   | Teresa Skrzek / Piotr Sczypa         | Pologne              |        |        |             |             |
| 14   | Evelyne Scharf / Wilhelm Bietak      | Autriche             |        |        |             |             |
| 15   | Helena Gazvoda / Silvo Svajger       | Yougoslavie          |        |        |             |             |

### Danse sur glace
| Rang | Nom                                      | Nation               | Places | Points | Danses imposées | Danse libre |
| ---- | ---------------------------------------- | -------------------- | ------ | ------ | --------------- | ----------- |
| 1    | Lioudmila Pakhomova / Aleksandr Gorchkov | Union soviétique     |        |        |                 |             |
| 2    | Angelika Buck / Erich Buck               | Allemagne de l'Ouest |        |        |                 |             |
| 3    | Susan Getty / Roy Bradshaw               | Royaume-Uni          |        |        |                 |             |
| 4    | Tatiana Voitiuk / Viacheslav Zhigalin    | Union soviétique     |        |        |                 |             |
| 5    | Janet Sawbridge / Peter Dalby            | Royaume-Uni          |        |        |                 |             |
| 6    | Elena Zharkova / Guennadi Karponossov    | Union soviétique     |        |        |                 |             |
| 7    | Hilary Green / Glyn Watts                | Royaume-Uni          |        |        |                 |             |
| 8    | Diana Skotnická / Martin Skotnický       | Tchécoslovaquie      |        |        |                 |             |
| 9    | Teresa Weyna / Piotr Bojanczyk           | Pologne              |        |        |                 |             |
| 10   | Ilona Berecz / István Sugár              | Hongrie              |        |        |                 |             |
| 11   | Anne-Claude Wolfers / Roland Mars        | France               |        |        |                 |             |
| 12   | Matilde Ciccia / Lamberto Ceserani       | Italie               |        |        |                 |             |
| 13   | Astrid Kopp / Axel Kopp                  | Allemagne de l'Ouest |        |        |                 |             |
| 14   | Krisztina Regőczy / András Sallay        | Hongrie              |        |        |                 |             |
| 15   | Tatiana Grossen / Alessandro Grossen     | Suisse               |        |        |                 |             |
| 16   | Sylvia Fuchs / Michael Fuchs             | Allemagne de l'Ouest |        |        |                 |             |
| 17   | Ewa Kołodziej / Tadeusz Góra             | Pologne              |        |        |                 |             |
| 18   | Brigitte Ydraut / Pascal Germe           | France               |        |        |                 |             |
| 19   | Agnes Arco / Adrian Perco                | Autriche             |        |        |                 |             |
| 20   | Vivi Poulsen / Kurt Poulsen              | Danemark             |        |        |                 |             |